# Pronoctua typica
Pronoctua typica är en fjärilsart som beskrevs av Smith 1894. Pronoctua typica ingår i släktet Pronoctua och familjen nattflyn. Inga underarter finns listade i Catalogue of Life.